# 特殊傳說
《特殊傳說》是台灣作家護玄所著的輕小說系列，由紅麟繪畫封面繪圖及內頁插圖，同時並把此作改編為漫畫版。
作者目前打算三部完結。於2010年2月，作者推出了與本書相同背景的中短篇小說系列《PARTNERS》，其主角為本作主角褚冥漾的國中同學衛禹，該故事發生時間為本作小說第二部後兩年，故事中以衛禹與新角色擔當主軸，但過程中時不時會出現本傳的角色。

## 故事簡介

### 第一部
通稱學院篇，描述從小到大霉運當頭的少年褚冥漾，莫名其妙進到位於守世界中異能學園的龍頭「Atlantis」學院（音譯即亞特蘭提斯），以了解自我、肯定自我的第一人稱敘述的奇幻故事。
本部主要分為三個段落，第一部份即是褚冥漾入學，跟著冰炎（即主角的入學代導人）一同學習並了解此學園及相關事件；第二部份則是在守世界異能學校間的盛大活動中，褚冥漾逐漸明白自己擁有著妖師血緣與能力；第三部份則是因為鬼族而引發的守世界大亂以及第一部的總結。

### 第二部
分成上下部：《亙古潛夜》與《恆遠之晝》篇
《亙古潛夜》即為舊版第二部，新版總共四集，講述褚冥漾、西瑞‧羅耶伊亞、席雷‧阿斯利安、休狄‧辛德森和獨角獸式青，帶著陷入半睡半醒狀態的冰炎學長，護送他回族裡讓長輩們幫他平衡其冰与火的相克力量（据书所说，平衡这些古老力量的方法是連治疗班背後的凤凰一族也不会的，只有古老的精灵一族與獸王族可平衡）的旅途過程，並講述西瑞的四哥六羅的事，以及有關妖師一族失落的歷史事實，和他們本來的責任。
《恆遠之晝》第一集已於2015年夏天出版，內容講述回到學院後不久，褚冥漾得知護送冰炎的隊伍失蹤，便與藥師寺夏碎一同離開學院尋找冰炎等人。書中還出現了一位新角色－種族為人蔘精的靈芝草，目前作用除了讓褚冥漾無限手癢和對學長懺悔外，似乎刻意隱瞞自己的實力(包括但不限於治疗、與動植物溝通)。禇冥漾在過程中進一步了解到過去妖師一族與各種族之間的因怨情仇、黑王及黑暗同盟的來歷，瞭解到失落歷史(百塵墮落、千眾滅族)和年幼時被封印的記憶。在明白上一代長輩(母親、舅父舅母)遇襲真相及受到重柳族的捨身保護後，選擇把凡斯的先天力量封印，永不為邪惡所用。《恆遠之晝》最後一本已於2020年5月27日出版。

### 第三部
經歷「四日戰爭」後，獄界勢力重新洗牌，黑暗同盟與異靈結盟，企圖吞佔自由世界。為擊退邪惡，構建共生術法成為黑白種族合作的契機；妖師一族正式和公會合作，共同對抗異靈入侵。禇冥漾和友人們忙於學習和任務之中，同時也有意無意中介入友人們的家族糾紛，面臨許多成長路上的決擇，面對一場場生死危機的「成年禮」。此外，在孤島之行及雪野家神祭中，禇冥漾分別認識了羽族大祭司流越和曾為妖師輔助種族血靈西穆德，成為他在各路歷程上的助力。

## 世界觀及設定

### 守世界
與「原世界」相反，指的是「Atlantis」學院那邊的世界。

### 原世界
指的是人類的世界，此世界只有一些沒有任何力量、或只有些微力量的人類或其他種族。也有有一些小神靈選擇居住在原世界，但卻因人們的遺忘而漸漸消逝。到了第三部，因黑暗同盟將戰場連結至原世界， 導致出現許多影響，開始出現被邪惡存在浸染的邪教崇拜，煽動原世界加快召喚邪惡。

### 幻武兵器
守世界的武器，外觀有如原世界的豆子，但比原世界的豆子大、也較為透明，顏色會隨著屬性而不同。當立下契約外觀會隨著主人對於使用的武器種類想法有所改變，且在少數時候會以真身出現。(主角的幻武兵器們是例外，依本人說他的幻武兵器很常無視他意見就自行跑出，到後來才有慢慢改善。兩個兵器皆是偽幻武兵器。)

### 袍級
公會用來分辨地位或力量的單位，以階級來說大到小由黑袍(冰炎）、紫袍（藥師寺夏碎）、白袍（伊多·葛蘭多）、無袍級（褚冥漾），另外還有醫療班 藍袍（提爾）和情報班 紅袍（雪野千冬歲），每個袍級都會由公會考試，且須要有同等或以上的袍級推薦，醫療班只有有鳳凰族的人能擔任，且只有極少數的人能拿到雙袍級(安地爾、九瀾)的資格。而公會任務也會由袍級作為等級，就算是只差了一袍實力差距也極大(黑袍現今大約只有70多人)，但袍級考試非強迫式，因此也可能出現實力已經超過，卻仍只有低袍級資格的情況(如白袍賽塔、無袍級西瑞、第三部之後的無袍級褚冥漾等)。若違規袍級規則，持有袍級者可能被回收袍級資格。另外，在特殊情況下，打倒袍級之人可得到對方的袍級資格。(第一部時，西瑞曾經打敗在商店街鬧事的亞里斯學院紫袍學生，伊多詢問是否接受紫袍資格，但被西瑞拒絕。）

## 版權爭議
本小說的漫畫版（威向出版）至今已出版到了第七集。因原出版社未經作者同意便私自出版外語的特傳漫畫版，兩邊打起官司。2011年，護玄已與威向文化解除契約關係，並要求原出版社不得再版任何一集相關文章或是畫冊，因此目前舊版算是已經絕版。2012年4月25日，由蓋亞文化出版的《特殊傳說 新版 vol.1不存在的學園!》正式發行。新版內容為舊版的2集合併+原先番外，內頁附有插圖並不定時新增全新番外。

## 出版書籍

### 輕小說
| 威向文化出版                                                           | 威向文化出版                 | 威向文化出版                 | 威向文化出版       | 蓋亞文化出版           | 蓋亞文化出版                      | 蓋亞文化出版                         | 蓋亞文化出版                         | 蓋亞文化出版                           | 蓋亞文化出版 | 蓋亞文化出版 |
| 註：只至第二部上部                                                     | 註：只至第二部上部           | 註：只至第二部上部           | 註：只至第二部上部 | 蓋亞文化出版           | 蓋亞文化出版                      | 蓋亞文化出版                         | 蓋亞文化出版                         | 蓋亞文化出版                           | 蓋亞文化出版 | 蓋亞文化出版 |
| 集數                                                                   | 標題                         | 出版日期                     | ISBN               | 集數                   | 標題                              | 出版日期                             | ISBN                                 | 封面人物                               | 首刷贈品 | 備註 |
| ---------------------------------------------------------------------- | ---------------------------- | ---------------------------- | ------------------ | ---------------------- | --------------------------------- | ------------------------------------ | ------------------------------------ | -------------------------------------- | --- | --- |
| N/A                                                                    | N/A                          | N/A                          | N/A                | 外傳                   | 特殊傳說 0.5 決戰生死棋           | 2012年2月1日                         | ISBN 978-986-6157-81-3               | 冰炎（遊戲中獵人裝扮）                 | 特傳決戰人物組尪仔標 | 獨立劇情,與正傳無關聯 收錄：番外‧兇手是誰 |
| 第一部（學院篇）                                                       |                              |                              |                    |                        |                                   |                                      |                                      |                                        | | |
| 1                                                                      | 入學！不存在的學園！         | 2007年7月5日                 | ISBN 9789862060100 | 1                      | 特殊傳說 新版vol.1 不存在的學園！ | 2012年4月25日                        | ISBN 978-986-6157-93-6               | 褚冥漾                                 | N/A | 特價129元 收錄：番外‧產房怪異事件／番外‧一個怪學生的故事 |
| 2                                                                      | 生存遊戲開始                 | 2007年7月5日                 | ISBN 9789862060117 | 1                      | 特殊傳說 新版vol.1 不存在的學園！ | 2012年4月25日                        | ISBN 978-986-6157-93-6               | 褚冥漾                                 | N/A | 特價129元 收錄：番外‧產房怪異事件／番外‧一個怪學生的故事 |
| 3                                                                      | 不同的世界                   | 2007年7月12日                | ISBN 9789862060124 | 2                      | 特殊傳說 新版vol.2 大競技會的起始 | 2012年6月13日                        | ISBN 978-986-6157-94-3               | 冰炎                                   | 人物珍藏冊 | 收錄：番外‧一戰／番外‧教室、班上 |
| 4                                                                      | 大競技會                     | 2007年7月12日                | ISBN 9789862060131 | 2                      | 特殊傳說 新版vol.2 大競技會的起始 | 2012年6月13日                        | ISBN 978-986-6157-94-3               | 冰炎                                   | 人物珍藏冊 | 收錄：番外‧一戰／番外‧教室、班上 |
| 5                                                                      | 煙華之都                     | 2007年7月19日                | ISBN 9789862060148 | 3                      | 特殊傳說 新版vol.3 闇之競賽       | 2012年8月1日                         | ISBN 978-986-6157-95-0               | 雪野千冬歲                             | 漾漾款人物珍藏卡 | 收錄：番外‧五色雞毛的直立祕密／番外‧沉靜之火 |
| 6                                                                      | 闇之競賽                     | 2007年7月19日                | ISBN 9789866157950 | 3                      | 特殊傳說 新版vol.3 闇之競賽       | 2012年8月1日                         | ISBN 978-986-6157-95-0               | 雪野千冬歲                             | 漾漾款人物珍藏卡 | 收錄：番外‧五色雞毛的直立祕密／番外‧沉靜之火 |
| 7                                                                      | 競賽的指標                   | 2007年8月7日                 | ISBN 9789862060162 | 4                      | 特殊傳說 新版vol.4 湖之鎮的對決   | 2012年9月26日                        | ISBN 978-986-3190-08-0               | 安地爾‧阿希斯                          | 學長款人物珍藏卡 | 收錄：番外‧任務日記／番外‧溫馨日記（偽）／NEW番外‧自然的學院 |
| 8                                                                      | 湖之鎮的最終對決             | 2007年8月14日                | ISBN 9789862060179 | 4                      | 特殊傳說 新版vol.4 湖之鎮的對決   | 2012年9月26日                        | ISBN 978-986-3190-08-0               | 安地爾‧阿希斯                          | 學長款人物珍藏卡 | 收錄：番外‧任務日記／番外‧溫馨日記（偽）／NEW番外‧自然的學院 |
| 9                                                                      | 分別                         | 2007年8月21日                | ISBN 9789862060186 | 5                      | 特殊傳說 新版vol.5 水之妖精       | 2012年11月14日                       | ISBN 978-986-3190-09-7               | 伊多‧葛蘭多                            | 西瑞款人物珍藏卡 | 收錄：番外‧水妖精家的一日／番外‧初遇的時光／幕後茶會實況報導 |
| 10                                                                     | 水之妖精族                   | 2007年9月12日                | ISBN 9789862060193 | 5                      | 特殊傳說 新版vol.5 水之妖精       | 2012年11月14日                       | ISBN 978-986-3190-09-7               | 伊多‧葛蘭多                            | 西瑞款人物珍藏卡 | 收錄：番外‧水妖精家的一日／番外‧初遇的時光／幕後茶會實況報導 |
| 11                                                                     | 黑館的秘密                   | 2007年10月12日               | ISBN 9789862060209 | 6                      | 特殊傳說 新版vol.6 塵封的祕密     | 2013年1月30日                        | ISBN 978-986-3190-10-3               | 西瑞‧羅耶伊亞                          | 喵喵款人物珍藏卡 | 收錄：番外‧生氣跟面無表情／番外‧記憶與空間／幕後茶會實況報導 |
| 12                                                                     | 家庭旅遊的開端               | 2007年11月6日                | ISBN 9789862060445 | 6                      | 特殊傳說 新版vol.6 塵封的祕密     | 2013年1月30日                        | ISBN 978-986-3190-10-3               | 西瑞‧羅耶伊亞                          | 喵喵款人物珍藏卡 | 收錄：番外‧生氣跟面無表情／番外‧記憶與空間／幕後茶會實況報導 |
| N/A                                                                    | N/A                          | N/A                          | N/A                | 番外                   | 特典篇章——冬日的寄生獸            | 2013年1月30日                        |                                      | 冰炎                                   | N/A | 為書展限定豪華特典組，含： [水妖精三兄弟]人物珍藏卡組、[冰炎學長]超薄滑鼠墊、[Q版學長]夾鏈袋、月記事本、筆記本 |
| 13                                                                     | 輪船旅遊的落幕               | 2007年11月6日                | ISBN 9789862060452 | 7                      | 特殊傳說 新版vol.7 不為人知的故事 | 2013年4月17日                        | ISBN 978-986-3190-43-1               | 米可蕥                                 | 千冬歲款人物珍藏卡 | 收錄：番外‧兄弟之愛／番外‧那一天的真相／幕後茶會實況報導 |
| 14                                                                     | 學園祭                       | 2007年12月12日               | ISBN 9789862060469 | 7                      | 特殊傳說 新版vol.7 不為人知的故事 | 2013年4月17日                        | ISBN 978-986-3190-43-1               | 米可蕥                                 | 千冬歲款人物珍藏卡 | 收錄：番外‧兄弟之愛／番外‧那一天的真相／幕後茶會實況報導 |
| 15                                                                     | 故事與對決                   | 2008年1月15日                | ISBN 9789862060797 | 8                      | 特殊傳說 新版vol.8 開始一切的序幕 | 2013年6月26日                        | ISBN 978-986-3190-54-7               | 萊恩‧史凱爾                            | 冥玥款人物珍藏卡 | 收錄：番外‧兄弟／番外‧黑夜之月／幕後茶會實況報導 |
| 16                                                                     | 開始一切的序幕               | 2008年2月20日                | ISBN 9789862060803 | 8                      | 特殊傳說 新版vol.8 開始一切的序幕 | 2013年6月26日                        | ISBN 978-986-3190-54-7               | 萊恩‧史凱爾                            | 冥玥款人物珍藏卡 | 收錄：番外‧兄弟／番外‧黑夜之月／幕後茶會實況報導 |
| 17                                                                     | 消逝的重要之物               | 2008年4月8日                 | ISBN 9789862061183 | 9                      | 特殊傳說 新版vol.9 消逝的重要之物 | 2013年8月15日                        | ISBN 978-986-3190-59-2               | 冰炎                                   | 萊恩款人物珍藏卡 | 收錄：番外‧他不矮，他是我哥哥／番外‧烽燧荒煙／幕後茶會暫停一次 |
| 18                                                                     | 憎恨的歸來                   | 2008年5月20日                | ISBN 9789862061572 | 9                      | 特殊傳說 新版vol.9 消逝的重要之物 | 2013年8月15日                        | ISBN 978-986-3190-59-2               | 冰炎                                   | 萊恩款人物珍藏卡 | 收錄：番外‧他不矮，他是我哥哥／番外‧烽燧荒煙／幕後茶會暫停一次 |
| 19                                                                     | 寧靜之聲                     | 2008年7月1日                 | ISBN 9789862062043 | 10                     | 特殊傳說 新版vol.10 那之後...     | 2013年11月8日                        | ISBN 978-986-3190-74-5               | 藥師寺夏碎                             | 夏碎款人物珍藏卡、書衣海報 | [學院篇]完結 收錄：番外‧職業樂趣／幕後茶會實況報導 書展發售特裝版含： [Q版漾漾]手機吊飾防塵塞、角色書籤組、[學長]珍藏證件套、紀念珍藏書盒 |
| 20                                                                     | 那之後                       | 2008年8月13日                | ISBN 9789862062081 | 10                     | 特殊傳說 新版vol.10 那之後...     | 2013年11月8日                        | ISBN 978-986-3190-74-5               | 藥師寺夏碎                             | 夏碎款人物珍藏卡、書衣海報 | [學院篇]完結 收錄：番外‧職業樂趣／幕後茶會實況報導 書展發售特裝版含： [Q版漾漾]手機吊飾防塵塞、角色書籤組、[學長]珍藏證件套、紀念珍藏書盒 |
| 第二部（上部─亙古潛夜篇）                                              |                              |                              |                    |                        |                                   |                                      |                                      |                                        | | |
| 集數                                                                   | 標題                         | 出版日期                     | ISBN               | 集數                   | 標題                              | 出版日期                             | ISBN                                 | 封面人物                               | 首刷贈品 | 備註 |
| 1                                                                      | 從過去開始的傳說             | 2009年2月3日                 | ISBN 9789862061138 | 1                      | 特殊傳說Ⅱ 亙古潛夜篇01            | 2014年4月23日                        | ISBN 978-986-3190-88-2               | 席雷‧阿斯利安                          | 阿利款人物珍藏卡 | 收錄：漫畫‧水之妖精篇以及內頁插畫(裏封面) |
| 2                                                                      | 傳承的變遷                   | 2009年4月7日                 | ISBN 9789862063477 | 1                      | 特殊傳說Ⅱ 亙古潛夜篇01            | 2014年4月23日                        | ISBN 978-986-3190-88-2               | 席雷‧阿斯利安                          | 阿利款人物珍藏卡 | 收錄：漫畫‧水之妖精篇以及內頁插畫(裏封面) |
| 3                                                                      | 魔森林                       | 2009年6月18日                | ISBN 9789862064252 | 2                      | 特殊傳說Ⅱ 亙古潛夜篇02            | 2014年6月25日                        | ISBN 978-986-3190-98-1               | 休狄‧辛德森                            | 休狄款人物珍藏卡 | 收錄：漫畫‧遠望者篇及內頁插畫 |
| 4                                                                      | 救贖                         | 2009年9月22日                | ISBN 9789862064290 | 2                      | 特殊傳說Ⅱ 亙古潛夜篇02            | 2014年6月25日                        | ISBN 978-986-3190-98-1               | 休狄‧辛德森                            | 休狄款人物珍藏卡 | 收錄：漫畫‧遠望者篇及內頁插畫 |
| 5                                                                      | 祕密的交集點                 | 2010年2月4日                 | ISBN 9789862065334 | 3                      | 特殊傳說Ⅱ 亙古潛夜篇03            | 2014年9月24日                        | ISBN 978-986-3191-11-7               | 六羅‧羅耶伊亞、烏鷲                    | 式青款人物珍藏卡 | 收錄：漫畫‧克利亞篇及內頁插畫 |
| 6                                                                      | 開啟的封印                   | 2010年6月22日                | ISBN 9789862065525 | 3                      | 特殊傳說Ⅱ 亙古潛夜篇03            | 2014年9月24日                        | ISBN 978-986-3191-11-7               | 六羅‧羅耶伊亞、烏鷲                    | 式青款人物珍藏卡 | 收錄：漫畫‧克利亞篇及內頁插畫 |
| 7                                                                      | 黑色寶藏                     | 2010年10月14日               | ISBN 9789862068434 | 4                      | 特殊傳說Ⅱ 亙古潛夜篇04            | 2015年2月12日                        | ISBN 978-986-3191-36-0               | 褚冥漾                                 | 烏鷲款人物珍藏卡 | [亙古潛夜篇]完結 收錄：漫畫‧陰影篇及內頁插畫 書展發售特裝版含： <前行>特典、[藍蝶]書封海報、Atlantis學院筆記本、[藍蝶]明信片、多功能PVC書套夾鏈袋 |
| 8                                                                      | 停頓點                       | 2011年6月21日                | ISBN 9789862068441 | 4                      | 特殊傳說Ⅱ 亙古潛夜篇04            | 2015年2月12日                        | ISBN 978-986-3191-36-0               | 褚冥漾                                 | 烏鷲款人物珍藏卡 | [亙古潛夜篇]完結 收錄：漫畫‧陰影篇及內頁插畫 書展發售特裝版含： <前行>特典、[藍蝶]書封海報、Atlantis學院筆記本、[藍蝶]明信片、多功能PVC書套夾鏈袋 |
| 第二部（下部─恆遠之晝篇）                                              |                              |                              |                    |                        |                                   |                                      |                                      |                                        | | |
| 註：威向文化出版書籍只至第二部上部，故下表開始所有書籍均由蓋亞文化出版 |                              |                              |                    |                        |                                   |                                      |                                      |                                        | | |
| 集數                                                                   | 標題                         | 標題                         | 出版日期           | ISBN                   | ISBN                              | 封面人物                             | 封面人物                             | 首刷贈品                               | 備註 | 備註 |
| 1                                                                      | 特殊傳說Ⅱ 恆遠之晝篇01       | 特殊傳說Ⅱ 恆遠之晝篇01       | 2015年8月6日       | ISBN 978-986-3191-71-1 | ISBN 978-986-3191-71-1            | 靈芝草                               | 靈芝草                               | 哈維恩款人物珍藏卡                     | 收錄：番外‧其一、行前（月見視角） | 收錄：番外‧其一、行前（月見視角） |
| 2                                                                      | 特殊傳說Ⅱ 恆遠之晝篇02       | 特殊傳說Ⅱ 恆遠之晝篇02       | 2016年2月17日      | ISBN 978-986-3192-00-8 | ISBN 978-986-3192-00-8            | 藥師寺夏碎                           | 藥師寺夏碎                           | 好補學弟款人物珍藏卡                   | 收錄：番外‧其二、夜歌（哈維恩視角） 書展發售特裝版含： [白屋]書封海報、Atlantis學院筆記本、[命運II]迷你資料袋、[日日是好日]週計畫本、[Atlantis的日常]手帳貼紙組(2入)                                                                                            | 收錄：番外‧其二、夜歌（哈維恩視角） 書展發售特裝版含： [白屋]書封海報、Atlantis學院筆記本、[命運II]迷你資料袋、[日日是好日]週計畫本、[Atlantis的日常]手帳貼紙組(2入)                                                                                            |
| 3                                                                      | 特殊傳說Ⅱ 恆遠之晝篇03       | 特殊傳說Ⅱ 恆遠之晝篇03       | 2016年8月11日      | ISBN 978-986-3192-27-5 | ISBN 978-986-3192-27-5            | 哈維恩                               | 哈維恩                               | 安地爾款人物珍藏卡                     | 收錄：番外‧其三、守護（萊恩視角） | 收錄：番外‧其三、守護（萊恩視角） |
| 番外                                                                   | 情人節特典篇章--黑館毒殺事件 | 情人節特典篇章--黑館毒殺事件 | 2017年2月15日      | ISBN 471-524-3776-49-5 | ISBN 471-524-3776-49-5            | 褚冥漾                               | 褚冥漾                               | N/A                                    | 為書展珍藏特典組，含： [暮光]書封海報、[花下]高質感簽名畫卡、[暮光]珍藏書套、[黑山君的指引銀幣]特製金屬書籤 | 為書展珍藏特典組，含： [暮光]書封海報、[花下]高質感簽名畫卡、[暮光]珍藏書套、[黑山君的指引銀幣]特製金屬書籤 |
| 4                                                                      | 特殊傳說Ⅱ 恆遠之晝篇04       | 特殊傳說Ⅱ 恆遠之晝篇04       | 2017年7月19日      | ISBN 978-986-3192-67-1 | ISBN 978-986-3192-67-1            | 席雷.戴洛                            | 席雷.戴洛                            | 重柳青年款人物珍藏卡                   | 收錄：番外‧其四、背叛（娜塔莉視角） | 收錄：番外‧其四、背叛（娜塔莉視角） |
| 番外                                                                   | 千年組特典篇章--蘑菇鎮的蜜雅 | 千年組特典篇章--蘑菇鎮的蜜雅 | 2018年2月9日       | ISBN 471-524-3777-30-0 | ISBN 471-524-3777-30-0            | 亞那瑟恩、凡斯、安地爾               | 亞那瑟恩、凡斯、安地爾               | N/A                                    | 為書展珍藏特典組，含： [寧靜下午]長型大海報、[千年組的日常場合]高質感畫卡、[千年組的Q版狀態四連拍]PP提袋 | 為書展珍藏特典組，含： [寧靜下午]長型大海報、[千年組的日常場合]高質感畫卡、[千年組的Q版狀態四連拍]PP提袋 |
| 5                                                                      | 特殊傳說Ⅱ 恆遠之晝篇05       | 特殊傳說Ⅱ 恆遠之晝篇05       | 2018年4月12日      | ISBN 978-986-3193-41-8 | ISBN 978-986-3193-41-8            | 冰炎（冰牙精靈外貌）                 | 冰炎（冰牙精靈外貌）                 | 黑山君款人物珍藏卡                     | 收錄：番外‧其五、銀空（白陵然視角） 書展發售特裝版含： [雪白]書封海報、[漾漾．水之幻]壓克力人形立牌組、[三色美人]高質感畫卡、[圍爐]PP特繪書衣 | 收錄：番外‧其五、銀空（白陵然視角） 書展發售特裝版含： [雪白]書封海報、[漾漾．水之幻]壓克力人形立牌組、[三色美人]高質感畫卡、[圍爐]PP特繪書衣 |
| 6                                                                      | 特殊傳說Ⅱ 恆遠之晝篇06       | 特殊傳說Ⅱ 恆遠之晝篇06       | 2018年8月16日      | ISBN 978-986-3193-58-6 | ISBN 978-986-3193-58-6            | 鬼王(黑王)．殊那律恩                 | 鬼王(黑王)．殊那律恩                 | 白川主款人物珍藏卡                     | 收錄：番外‧其六、不笑（泰那羅恩視角） | 收錄：番外‧其六、不笑（泰那羅恩視角） |
| 7                                                                      | 特殊傳說Ⅱ 恆遠之晝篇07       | 特殊傳說Ⅱ 恆遠之晝篇07       | 2019年2月13日      | ISBN 978-986-3193-91-3 | ISBN 978-986-3193-91-3            | 泰那羅恩·伊沐洛                      | 泰那羅恩·伊沐洛                      | 陰影·深款人物珍藏卡                    | 收錄：番外‧其七、鎮邪（狼王視角） 書展發售特裝版含： <歸故里>旅途中特典、[冰之殤]書封海報、[千冬歲．破界弓]壓克力人形立牌組、[黑小雞的內心戲]高質感畫卡、[世界之王]瑰麗刺繡貼片、[阿利的冬日Date❤]拍立得相框、特裝附錄專屬收納盒                                | 收錄：番外‧其七、鎮邪（狼王視角） 書展發售特裝版含： <歸故里>旅途中特典、[冰之殤]書封海報、[千冬歲．破界弓]壓克力人形立牌組、[黑小雞的內心戲]高質感畫卡、[世界之王]瑰麗刺繡貼片、[阿利的冬日Date❤]拍立得相框、特裝附錄專屬收納盒                                |
| 8                                                                      | 特殊傳說Ⅱ 恆遠之晝篇08       | 特殊傳說Ⅱ 恆遠之晝篇08       | 2019年8月2日       | ISBN 978-986-3194-34-7 | ISBN 978-986-3194-34-7            | 重柳青年（真名不詳）                 | 重柳青年（真名不詳）                 | 鬼王·殊那律恩款人物珍藏卡              | 收錄：番外‧其八、界限（褚冥玥視角） | 收錄：番外‧其八、界限（褚冥玥視角） |
| 9                                                                      | 特殊傳說Ⅱ 恆遠之晝篇09       | 特殊傳說Ⅱ 恆遠之晝篇09       | 2020年2月5日       | ISBN 978-986-3194-58-3 | ISBN 978-986-3194-58-3            | 褚冥漾                               | 褚冥漾                               | 精靈獵手·殊那律恩款人物珍藏卡          | 收錄：番外‧其九、笨蛋（冰炎視角） 書展發售特裝版含： 特典《繁華盛開》、【九瀾．骨】壓克力立牌、【星．路】證件織帶、【陽光之下】IG透卡、【滅世幼兒組】高質感特繪畫卡、【黑之羽】書封海報（十字折）、特裝附錄專屬收納盒                                           | 收錄：番外‧其九、笨蛋（冰炎視角） 書展發售特裝版含： 特典《繁華盛開》、【九瀾．骨】壓克力立牌、【星．路】證件織帶、【陽光之下】IG透卡、【滅世幼兒組】高質感特繪畫卡、【黑之羽】書封海報（十字折）、特裝附錄專屬收納盒                                           |
| 10                                                                     | 特殊傳說Ⅱ 恆遠之晝篇10(完)   | 特殊傳說Ⅱ 恆遠之晝篇10(完)   | 2020年5月27日      | ISBN 978-986-3194-86-6 | ISBN 978-986-3194-86-6            | 黑山君                               | 黑山君                               | 小鬼王·殊那律恩款人物珍藏卡            | 收錄：番外‧其十、黑王（殊那律恩視角） 首刷加贈特典小冊[黑與白] 紀念特裝組另含： 【聚會】全彩布掛畫、【魔龍希克斯】人物珍藏卡、專屬箴言小卡（六款隨機投入一張）、【黑山】書封海報（十字折）、專屬收納盒（防水材質全彩PP盒）                                      | 收錄：番外‧其十、黑王（殊那律恩視角） 首刷加贈特典小冊[黑與白] 紀念特裝組另含： 【聚會】全彩布掛畫、【魔龍希克斯】人物珍藏卡、專屬箴言小卡（六款隨機投入一張）、【黑山】書封海報（十字折）、專屬收納盒（防水材質全彩PP盒）                                      |
| 第三部                                                                 |                              |                              |                    |                        |                                   |                                      |                                      |                                        | | |
| 集數                                                                   | 標題                         | 標題                         | 出版日期           | ISBN                   | ISBN                              | 封面人物                             | 封面人物                             | 首刷贈品                               | 備註 | 備註 |
| 1                                                                      | 特殊傳說Ⅲ Vol. 01            | 特殊傳說Ⅲ Vol. 01            | 2020年11月13日     | ISBN 978-986-3195-05-4 | ISBN 978-986-3195-05-4            | 褚冥漾                               | 褚冥漾                               | 妖師·褚冥漾款人物珍藏卡                | 收錄：番外·倖存者（式青視角） 首刷加贈特典小冊 [晝夜循環01] 特裝組另含： 【黑袍款】刺繡布書套、【所謂叛逆紫袍啊......】有梗畫卡、【魂戰】書封海報（十字折）、【世界】專屬收納盒（防水材質全彩PP盒）                                                             | 收錄：番外·倖存者（式青視角） 首刷加贈特典小冊 [晝夜循環01] 特裝組另含： 【黑袍款】刺繡布書套、【所謂叛逆紫袍啊......】有梗畫卡、【魂戰】書封海報（十字折）、【世界】專屬收納盒（防水材質全彩PP盒）                                                             |
| 2                                                                      | 特殊傳說Ⅲ Vol. 02            | 特殊傳說Ⅲ Vol. 02            | 2021年2月3日       | ISBN 978-986-3195-33-7 | ISBN 978-986-3195-33-7            | 藥師寺夏碎                           | 藥師寺夏碎                           | 紫袍．藥師寺夏碎款人物珍藏卡           | 收錄：番外‧向死而生（冰炎視角） 首刷加贈特典小冊 [晝夜循環02] 特裝組另含： 【夏碎．冬翎甩】壓克力立牌、【紫荊館的聚會】不織布提袋、【晴空鳥】高質感設定圖鑒、【夢】書封海報（十字折）、專屬收納PP盒                                                             | 收錄：番外‧向死而生（冰炎視角） 首刷加贈特典小冊 [晝夜循環02] 特裝組另含： 【夏碎．冬翎甩】壓克力立牌、【紫荊館的聚會】不織布提袋、【晴空鳥】高質感設定圖鑒、【夢】書封海報（十字折）、專屬收納PP盒                                                             |
| 3                                                                      | 特殊傳說Ⅲ Vol. 03            | 特殊傳說Ⅲ Vol. 03            | 2021年8月11日      | ISBN 978-986-3195-87-0 | ISBN 978-986-3195-87-0            | 雪野千冬歲                           | 雪野千冬歲                           | 紅袍‧雪野千冬歲款人物珍藏卡            | 收錄：番外．選擇（千冬歲視角） 首刷加贈特典小冊 [晝夜循環03] 夏日特別版另含： 【冬與夏】大型全彩掛布 | 收錄：番外．選擇（千冬歲視角） 首刷加贈特典小冊 [晝夜循環03] 夏日特別版另含： 【冬與夏】大型全彩掛布 |
| 4                                                                      | 特殊傳説Ⅲ Vol. 04            | 特殊傳説Ⅲ Vol. 04            | 2021年11月23日     | ISBN 978-986-3196-06-8 | ISBN 978-986-3196-06-8            | 萊恩‧史凱爾、莉莉亞‧辛德森           | 萊恩‧史凱爾、莉莉亞‧辛德森           | 白袍‧萊恩史凱爾款人物珍藏卡            | 收錄：番外·傷痕（夏碎視角） 首刷加贈特典小冊 [晝夜循環04] | 收錄：番外·傷痕（夏碎視角） 首刷加贈特典小冊 [晝夜循環04] |
| 5                                                                      | 特殊傳說Ⅲ Vol. 05            | 特殊傳說Ⅲ Vol. 05            | 2022年6月9日       | ISBN 978-986-3196-65-5 | ISBN 978-986-3196-65-5            | 白陵然、 辛西亞                      | 白陵然、 辛西亞                      | 殺手西瑞‧羅耶伊亞款人物珍藏卡          | 收錄：番外．責任（末闕視角） 首刷加贈特典小冊 [晝夜循環05] 特裝組另含： 《五月五》獨家特典、【白陵然．妖師首領】壓克力立牌、【夏日雨落荷】PVC軟皮小包、【公會黑袍】仿琺瑯金屬吊飾、【夜空鳥】設定圖鑒、【黑塔】書封海報（十字折）、專屬收納盒                   | 收錄：番外．責任（末闕視角） 首刷加贈特典小冊 [晝夜循環05] 特裝組另含： 《五月五》獨家特典、【白陵然．妖師首領】壓克力立牌、【夏日雨落荷】PVC軟皮小包、【公會黑袍】仿琺瑯金屬吊飾、【夜空鳥】設定圖鑒、【黑塔】書封海報（十字折）、專屬收納盒                   |
| 6                                                                      | 特殊傳說Ⅲ Vol. 06            | 特殊傳說Ⅲ Vol. 06            | 2023年2月1日       | ISBN 978-986-319-737-9 | ISBN 978-986-319-737-9            | 亞那瑟恩‧伊沐洛、凡斯、安地爾‧阿希斯 | 亞那瑟恩‧伊沐洛、凡斯、安地爾‧阿希斯 | 米納斯妲利亞款人形型態珍藏卡           | 收錄：番外．殘夢（千年組視角） 首刷加贈特典小冊 [晝夜循環06] 特裝組另含： 《學院調查報告A》獨家特典、【尼羅．狼人管家】壓克力立牌、【傳承千年的故事】雙開資料夾、【靜夜小酌】手機掛繩組、【卷之獸】設定圖鑑、【小千年的幻境冒險】書封海報（十字折）、專屬收納盒 | 收錄：番外．殘夢（千年組視角） 首刷加贈特典小冊 [晝夜循環06] 特裝組另含： 《學院調查報告A》獨家特典、【尼羅．狼人管家】壓克力立牌、【傳承千年的故事】雙開資料夾、【靜夜小酌】手機掛繩組、【卷之獸】設定圖鑑、【小千年的幻境冒險】書封海報（十字折）、專屬收納盒 |
| 7                                                                      | 特殊傳說Ⅲ Vol. 07            | 特殊傳說Ⅲ Vol. 07            | 2023年5月24日      | ISBN 978-986-319-773-7 | ISBN 978-986-319-773-7            | 雷多、伊多、雅多                     | 雷多、伊多、雅多                     | 颯彌亞·伊沐洛·巴瑟蘭(冰炎)款人物珍藏卡 | 收錄：番外．往昔殘像（連族長視角） 首刷加贈特典小冊 [晝夜循環07] | 收錄：番外．往昔殘像（連族長視角） 首刷加贈特典小冊 [晝夜循環07] |
| 8                                                                      | 特殊傳說Ⅲ Vol. 08            | 特殊傳說Ⅲ Vol. 08            | 2024年2月21日      | ISBN 978-626-384-072-0 | ISBN 978-626-384-072-0            | 九瀾‧羅耶伊亞、末闕·羅耶伊亞         | 九瀾‧羅耶伊亞、末闕·羅耶伊亞         | 西穆德款人物珍藏卡                     | 收錄：番外．歸期 首刷加贈特典小冊 [晝夜循環08] | 收錄：番外．歸期 首刷加贈特典小冊 [晝夜循環08] |
| 9                                                                      | 特殊傳說Ⅲ Vol. 09            | 特殊傳說Ⅲ Vol. 09            | 2024年10月16日     | ISBN 978-626-384125-3  | ISBN 978-626-384125-3             | 哈維恩、西穆德                       | 哈維恩、西穆德                       | 白陵然款人物珍藏卡                     | 收錄：番外．試練途中 首刷加贈特典小冊 [晝夜循環09] | 收錄：番外．試練途中 首刷加贈特典小冊 [晝夜循環09] |
| 10                                                                     | 特殊傳說Ⅲ Vol. 10            | 特殊傳說Ⅲ Vol. 10            | 2025年2月5日       | ISBN 978-626-384-161-1 | ISBN 978-626-384-161-1            | 米納斯、希克斯                       | 米納斯、希克斯                       | 莉莉亞款人物珍藏卡                     | 收錄：番外．搬家 首刷加贈特典小冊 [晝夜循環10] | 收錄：番外．搬家 首刷加贈特典小冊 [晝夜循環10] |

### 漫畫
威向文化：
| 集數 | 發行日期   | ISBN               | 備註 |
| ---- | ---------- | ------------------ | ---- |
| 1    | 2008/07/01 | ISBN 9789862061725 |      |
| 2    | 2008/10/07 | ISBN 9789862062487 |      |
| 3    | 2009/02/03 | ISBN 9789862063224 |      |
| 4    | 2009/07/16 | ISBN 9789862064733 |      |
| 5    | 2009/12/22 | ISBN 9789862066232 |      |
| 6    | 2010/09/21 | ISBN 9789862067796 |      |
| 7    | 2011/04/14 | ISBN 9789862069707 |      |

原動力文化：
| 集數 | 出版日期   | ISBN               | ISBN               | 封面人物      | 贈品 | 備註 |
| 集數 | 出版日期   | 平裝版             | 精裝版             | 封面人物      | 贈品 | 備註 |
| ---- | ---------- | ------------------ | ------------------ | ------------- | --- | --- |
| 01   | 2015/08/12 | ISBN 9789866081552 | ISBN 4715243774927 | 褚冥漾        | 開始PVC書套、「歡迎入學」著色酷卡明信片組、「Atlantis學院黑袍卡」悠遊卡貼組                                                      | 分為平裝版與精裝版(附贈「開始PVC書套、「歡迎入學」著色酷卡明信片組、「Atlantis學院黑袍卡」悠遊卡貼組 2015年7月29上市)                                                    |
| 02   | 2016/08/17 | ISBN 9789866081668 | ISBN 4715243775900 | 冰炎          | 「入學」pp迷你資料袋、「迎擊」著色酷卡明信片組(兩入)、「Atlantis學院學生證」悠遊卡貼組(正反雙面一組共兩張)、「入學」精美亮膜海報 | 分為平裝版與精裝版(附贈「入學」pp迷你資料袋、「迎擊」著色酷卡明信片組(兩入)、「Atlantis學院學生證」悠遊卡貼組(正反雙面一組共兩張)、「入學」精美亮膜海報 2016年7月20上市) |
| 03   | 2018/03/14 | ISBN 9789869606301 | ISBN 4715243777331 | 雪野千冬歲    | 「火」冰炎學長壓克力經典立牌、「玻璃餐廳」PP書衣、「言可化靈」著色酷卡明信片組（二入）、「玻璃餐廳」精美亮膜海報                 | 分為平裝版與精裝版(附贈「火」冰炎學長壓克力經典立牌、「玻璃餐廳」PP書衣、「言可化靈」著色酷卡明信片組（二入）、「玻璃餐廳」精美亮膜海報 2018年2月9日上市)                |
| 04   | 2019/03/13 | ISBN 9789869718615 | ISBN 4715243778260 | 西瑞·羅耶伊亞 | 「破界」萊恩壓克力經典立牌、「漾漾撞鬼款」透明文青感拍立得相框、「朋友」著色酷卡明信片組（二入）、「迷宮」精美亮膜海報           | 分為平裝版與精裝版(附贈「破界」萊恩壓克力經典立牌、「漾漾撞鬼款」透明文青感拍立得相框、「朋友」著色酷卡明信片組（二入）、「迷宮」精美亮膜海報 2019年2月13日上市)         |
| 05   | 2020/11/06 | ISBN 9789869910187 | ISBN 4715243778932 | 米可蕥        | 「獸」西瑞壓克力經典立牌、「五色雞燦笑款」質感透明拍立得相框、「化解危機」著色酷卡明信片組（二入）、「探險」精美亮膜海報         | 分為平裝版與精裝版(「獸」西瑞壓克力經典立牌、「五色雞燦笑款」質感透明拍立得相框、「化解危機」著色酷卡明信片組（二入）、「探險」精美亮膜海報 2020年10月21日上市)          |
| 06   | 2022/06/29 | ISBN 9786267059432 | ISBN 4711099770458 | 雷多‧葛蘭多   | 「弦月」褚冥玥壓克力經典立牌、「破魂陣」法陣圖騰雙色紙杯墊、「重新封印」著色酷卡明信片組（二入）、「星辰」精美亮膜海報           | 分為平裝版與精裝版(「弦月」褚冥玥壓克力經典立牌、「破魂陣」法陣圖騰雙色紙杯墊、「重新封印」著色酷卡明信片組（二入）、「星辰」精美亮膜海報 2022年6月15日上市)             |

### 設定集
威向文化：
- 特殊傳說設定集 Light and Darkness　2008年7月15日發行　ISBN 9789862061671
- 特殊傳說設定集 II 起源 The Origin　2010年8月5日發行　ISBN 9789862067567

### 基本參考資料
- 《特殊傳說》官方網站，http://www.uei-shiang.com/Atlantis/ （页面存档备份，存于） ，2010年6月15日更新(停止更新) 。（繁體中文）
- 護玄. . 威向文化.
- 護玄. . 威向文化.
- 特殊傳說設定集 Light and Darkness　2008年7月15日發行　ISBN 9789862061671
- 特殊傳說設定集 II 起源 The Origin　2010年8月5日發行　ISBN 9789862067567

### 其他參考資料
1. ↑  . 2016-05-27  [2020-06-26]. （原始内容存档于2020-06-29）.
2. ↑  原文使用「秘」，見封面圖片[ 網際網路存檔館 ]。
3. ↑  原文使用「祕」，見封面圖片[ 網際網路存檔館 ]。
4. ↑  原文使用「祕」，見封面圖片[ 網際網路存檔館 ]。

## 外部連結
- （繁體中文）★特殊傳說★Atlantis學園★(停止更新)  （页面存档备份，存于）
- （繁體中文）特殊傳說 - 巴哈姆特電玩資訊站 （页面存档备份，存于）
- （繁體中文）作者護玄的網誌—夜貓鳥宿／喪祭 - 網誌 - yam天空部落 （页面存档备份，存于）
- （繁體中文）作者護玄的網誌—夜貓鳥宿／夜貓鳥宿二館 - Blog::痞客幫PIXNET:: （页面存档备份，存于）
- （繁體中文）蓋亞文化Blog::痞客幫PIXNET:: （页面存档备份，存于）
- （繁體中文）蓋亞文化facebook （页面存档备份，存于）
- （简体中文）★特殊传说★Atlantis学园★部落格